# Scrophularia pamiroalaica
Scrophularia pamiroalaica är en flenörtsväxtart som beskrevs av Sofîa Gennadievna Gorschkova. Scrophularia pamiroalaica ingår i släktet flenörter, och familjen flenörtsväxter. Inga underarter finns listade i Catalogue of Life.